# Вернон (Јута)
Вернон (енгл. Vernon) град је у америчкој савезној држави Јута.

## Демографија
По попису из 2010. године број становника је 243, што је 7 (3,0%) становника више него 2000. године.
| Група             | 2000.       | 2010.       |
| Белци             | 217 (91,9%) | 222 (91,4%) |
| Афроамериканци    | 1 (0,4%)    | 1 (0,4%)    |
| Азијати           | 1 (0,4%)    | 0 (0,0%)    |
| Хиспаноамериканци | 11 (4,7%)   | 15 (6,2%)   |
| Укупно            | 236         | 243         |